# Aberto de Tênis do Rio Grande do Sul 2013
L'Aberto de Tênis do Rio Grande do Sul 2013 è stato un torneo di tennis facente parte della categoria ATP Challenger Tour nell'ambito dell'ATP Challenger Tour 2013. È stata la 2ª edizione del torneo che si è giocata a Porto Alegre in Brasile dal 23 al settembre 2013 su campi in terra rossa e aveva un montepremi di $35,000+H.

## Partecipanti singolare

### Teste di serie
| Nazionalità | Giocatore              | Ranking* | Testa di serie |
| ----------- | ---------------------- | -------- | -------------- |
| Argentina   | Guido Pella            | 100      | 1              |
| Slovenia    | Blaž Kavčič            | 105      | 2              |
| Paesi Bassi | Thiemo de Bakker       | 109      | 3              |
| Argentina   | Martín Alund           | 120      | 4              |
| Brasile     | Rogério Dutra da Silva | 127      | 5              |
| Portogallo  | Gastão Elias           | 132      | 6              |
| Brasile     | João Souza             | 140      | 7              |
| Cile        | Paul Capdeville        | 149      | 8              |

- Ranking al 16 settembre 2013.

### Altri partecipanti
Giocatori che hanno ricevuto una wild card:
- Marcelo Demoliner
- Eduardo Dischinger
- Thiago Monteiro
- Fabricio Neis

Giocatori che sono passati dalle qualificazioni:
- Andrea Collarini
- Carlos Gómez-Herrera
- José Hernández
- Gianluigi Quinzi

Giocatori che hanno ricevuto un entry come special exempt:
- Bjorn Fratangelo

Giocatori che hanno ricevuto un entry come protected ranking:
- Eduardo Schwank

## Vincitori

### Singolare
Facundo Argüello ha battuto in finale  Máximo González con il punteggio di 6–4, 6–1

### Doppio
Guillermo Durán /  Máximo González hanno battuto in finale  Víctor Estrella Burgos /  João Souza con il punteggio di 3–6, 6–1, [10–5]